# 13231 Blondelet
13231 Blondelet este un asteroid din centura principală de asteroizi.

## Descriere
13231 Blondelet este un asteroid din centura principală de asteroizi. A fost descoperit pe 17 ianuarie 1998 la Caussols, în cadrul proiectului ODAS. Asteroidul prezintă o orbită caracterizată de o semiaxă mare de 3,23 ua, o excentricitate de 0,15 și o înclinație de 0,4° în raport cu ecliptica.